# Folsomia fimetaria
Folsomia fimetaria är en urinsektsart som först beskrevs av Carl von Linné 1758.  Folsomia fimetaria ingår i släktet Folsomia och familjen Isotomidae. Arten är reproducerande i Sverige. Inga underarter finns listade i Catalogue of Life.